# 3 notti d'amore
3 notti d'amore è un film collettivo del 1964 in 3 episodi diretti da Renato Castellani, Luigi Comencini e Franco Rossi.

## Trama

### La vedova

Giselle

La salma del capomafia don Ciccio Intralia viene condotta dalla Francia nella natia Sicilia per essere seppellita. Con essa la moglie del defunto, Giselle, che con la sua bellezza e i suoi modi di fare crea scompiglio tra i compaesani del marito. A sua insaputa viene presa a protezione dai cugini del marito; molti uomini rei di aver fatto troppi apprezzamenti vengono misteriosamente uccisi, tanto che la popolazione inizia a temere qualsivoglia contatto con Giselle.

### Fatebenefratelli

Fra Felice e Ghiga

In seguito a un incidente automobilistico la giovane Ghiga Lazzarini viene ricoverata al convento dei Fatebenefratelli. A causa di fratture multiple il dottore le nega il trasporto in ospedale, e la donna viene così costretta a rimanere nel convento col solo Fra Felice, un novizio, a farle da infermiere.
Notato il carattere docile e servizievole del giovane frate, Ghiga inizia a provocarlo tra ammiccamenti e racconti della sua vita, finché entrambi non iniziano a provare un sentimento reciproco, fatto che porta alla fuga del frate dal convento per cercarla a Milano; qui scopre che paradossalmente Ghiga è divenuta monaca, e in seguito a svenimento per l'amara scoperta, viene ricoverato nel convento da cui si era dileguato.

### La moglie bambina

Cirilla e Giuliano

Cirilla è una giovanissima moglie piena di vita con un marito puritano e gravemente claustrofobico. Spinto dalla moglie nel farsi curare dall'amico psicologo, questi riconduce la causa della malattia proprio in Cirilla, nel troppo e nel tipo di amore paterno verso di lei, consigliando come cura il rapporto con un'altra donna.
Ingenuamente Giuliano racconta tutto a Cirilla, che in modo comprensivo tenta di risolvere il problema tramite l'amica Gabriella. Fallito questo tentativo, Cirilla decide di diventare seria e crescere per diventare una moglie vera. E quando Giuliano improvvisamente si sblocca, Cirilla lo pedina fino ad un albergo, scoprendo di essere tradita come una moglie vera.

## Produzione
Le riprese dell'episodio La vedova sono state girate tra Grammichele e Vizzini, in provincia di Catania.

## Critica
(Leo Pestelli)

## Colonna sonora
Oltre alla colonna sonora originale di Giovanni Fusco, Carlo Rustichelli e Piero Piccioni, nel film si ascoltano anche diverse canzoni.
Nel secondo episodio:
- El portava i scarp del tennis, cantata da Enzo Jannacci;
- Con te sulla spiaggia, cantata da Nico Fidenco;
- Se mi compri un gelato, cantata da Mina.

Nel terzo episodio:
- Il surf delle mattonelle, cantata da La Cricca;
- Tremarella, cantata da Edoardo Vianello;
- Datemi un martello, cantata da Rita Pavone.